# Улица Вороного (Чернигов)
Улица Вороного (укр. Вулиця Вороного) — улица в Новозаводском районе города Чернигова. Пролегает от улицы Пантелеймоновская (Малясова) до безымянного проезда возле Черниговской исправительной колонии № 44.
Нет примыкающих улиц.

## История
2-й Промышленный переулок был проложен параллельно Промышленной улице и 1-му Промышленному переулку (сейчас улица Сковороды) в 1950-е годы от улицы Малясова в южном направлении. Был застроен индивидуальными домами. 
В связи с упорядочиванием наименований улиц города, в 1981 году улица получила современное название — в честь математика, члена-корреспондента Петербургской академии наук, уроженца Черниговщины Георгия Феодосьевича Вороного.

## Застройка
Улица пролегает в южном направлении. Парная и непарная стороны улицы заняты усадебной застройкой, кроме начала и конца парной стороны — нежилая застройка.
Учреждения: нет.
Есть ряд рядовых исторических зданий, что не являются памятниками архитектуры или истории: усадебные дома №№ 6, 12, 15.